# 野田圭一
野田 圭一（のだ けいいち、1943年9月16日 - ）は、日本の声優、俳優、ナレーター。山口県出身。青二プロダクション所属。

## 来歴
5人きょうだいの末子として生まれる。中学時に年の離れた次兄の誘いを受けて、その次兄宅に家族で上京する。商業高校に入学後、進路を模索する最中「人見知りを直すために」様々な募集広告を見て芸能界に興味を持つに至った。卒業後は両親を安心させるために繊維会社に就職するも並行して劇団に入る。
劇団在籍中に「声の仕事に向いているみたいだからやってみろ」と言われて洋画の吹き替えに参加し、声優としての活動を始める。
以前は劇団現代喜劇、東京アクタープロに所属していた。
青二プロダクション設立時から活動する。1960年代中期（デビュー当初）から1980年代は主に東映動画制作のアニメーション作品に多数出演、現在では主にテレビ番組のナレーションが多く、『世界まる見え!テレビ特捜部』などで長年活躍している。
2025年、第19回声優アワードにて、功労賞を受賞。

## 人物・特色
声種は「清潔で力強いソフトバリトン」。端正で力強い声を持つ。
多数のアニメ、テレビに出演している。
『グレートマジンガー』では、主人公、剣鉄也役を演じていたが、『アパッチ野球軍』の主人公、堂島剛役を演じていたのが「布石になったんじゃないか」と語る。その時はスタッフがどこかで見かけて、鉄也役に結びつき、「今度、『グレートマジンガー』やってもらうから」と言われただけで、その時に「選ばれたんじゃないか」と語る。鉄也役は、はじめは単なるヒーローだと思い演じていた。話が進むにつれて、鉄也は孤児で、兜剣造に育てられ、兜剣造の実の息子である兜甲児に対して、「うらやましいな」という気持ちを持ち、「シビアな反面、コンプレックスもある男なんだな……」などと思った。演じる方はそういうキャラクターの方が演じやすく、ただ単に「カッコいいヒーローだ」、というだけなら、声質が合っていれば演じることができるが、「役者はそうじゃないところを出したい」と思っている。2005年時点では奥行きのある人間を演じたく、鉄也の内面が出るシーンは、演じていてやり甲斐もあったという。
資格・免許は普通自動車免許、小型船舶2級免許。趣味はゴルフ、テニス、スキューバダイビング。方言は山口弁。

## 出演
太字はメインキャラクター。

### テレビアニメ
1968年
- あかねちゃん（福田先生 他）
- 怪物くん
- ゲゲゲの鬼太郎（第1作）（1968年 - 1969年）
- サイボーグ009（008） - デビュー作
- 魔法使いサリー（大橋）

1969年
- 佐武と市捕物控（稲妻小僧佐之吉）
- タイガーマスク（1969年 - 1971年、アナウンサー 他）
- もーれつア太郎（第1作）（1969年 - 1970年、ケムンパス 他）

1970年
- キックの鬼（次回予告ナレーション）
- 赤き血のイレブン（上岡剛）

1971年
- アパッチ野球軍（堂島剛）
- 国松さまのお通りだい
- ゲゲゲの鬼太郎（第2作）（1971年 - 1972年）
- さすらいの太陽（野原純）

1972年
- アニメドキュメント ミュンヘンへの道
- 海のトリトン（トリトンの父、マイペス）
- おんぶおばけ（佐吉）
- さるとびエッちゃん
- マジンガーZ

1973年
- デビルマン（アビル、ジュエル、ゴッド）
- バビル2世（ロデム 他）
- ミクロイドS

1974年
- グレートマジンガー（1974年 - 1975年、剣鉄也）
- ゲッターロボ（早乙女達人、ザンキ）

1975年
- アラビアンナイト シンドバットの冒険（ヌードレン）
- 一休さん（蜷川新右衛門）
- 少年徳川家康（松平元康 / 成人した竹千代）
- みつばちマーヤの冒険（シュヌック）
- UFOロボ グレンダイザー（ゴーマン大尉）

1976年
- ゲッターロボG（大剣鬼）
- 鋼鉄ジーグ（タケル）
- 大空魔竜ガイキング（803号）
- マグネロボ ガ・キーン（小松独、峰博士、シャドー隊長）

1977年
- アローエンブレム グランプリの鷹（大日向勝、次回予告ナレーション）
- ジェッターマルス（ボス、ダイダロス）
- 超人戦隊バラタック（ジュリアス、ナレーション）
- 惑星ロボ ダンガードA（パウル）

1978年
- SF西遊記スタージンガー（1978年 - 1979年、エッガー、キンキンマン、ルーゲン、ソルダ、ガイマ）
- キャプテン・フューチャー（オットー、予告ナレーション）
- 100万年地球の旅 バンダーブック

1979年
- 銀河鉄道999（与作、スノーロック、アルマ）
- サイボーグ009（1979年 - 1980年、002 / ジェット・リンク）
- 花の子ルンルン（カルロ）
- ルパン三世 (TV第2シリーズ)

1980年
- まんがことわざ事典（タカオ）
- 闇の帝王 吸血鬼ドラキュラ（フランク）
- 燃えろアーサー 白馬の王子（ゴード、黒馬の騎士）

1981年
- 荒野の呼び声 吠えろバック（ピート）
- タイガーマスク二世（長嶋茂雄）
- ハニーハニーのすてきな冒険（ハイル・ゲシュタポ）

1982年
- アンドロメダ・ストーリーズ（バルガ）
- 銀河旋風ブライガー（ルチアーノ）
- パタリロ!
- わが青春のアルカディア 無限軌道SSX（ナレーター、ゲラン副指令）

1983年
- まんが日本史（中大兄皇子、聖武天皇、宇多上皇、源義家、北条義時、北条泰時、足利義持、上杉謙信、徳川吉宗、渡辺崋山、大久保利通）

1984年
- Gu-Guガンモ（歯医者、泥棒）
- GALACTIC PATROL レンズマン（ウォーゼル）
- ビデオ戦士レザリオン（シルベスタ、ナレーション、上原先生）

1985年
- ゲゲゲの鬼太郎（第3作）（横田）
- Dr.スランプ アラレちゃん（マシリト〈2代目〉、グレートC・M）
- 北斗の拳（デュラン）

1986年
- 銀牙 -流れ星 銀-（ナレーター）
- 剛Q超児イッキマン（メカニクリッヒ）

1987年
- 新メイプルタウン物語 パームタウン編（コンデリック）
- 聖闘士星矢（アルビオレ）
- トランスフォーマー ザ☆ヘッドマスターズ（1987年 - 1988年、ショウキ / ライデン）

1988年
- トランスフォーマー 超神マスターフォース（1988年 - 1989年、ギガ / オーバーロード、ナレーター、剛博士）

1989年
- 悪魔くん（アンドレアル）
- かりあげクン（木村課長）

1998年
- センチメンタルジャーニー（実相寺玄岳）
- ドクタースランプ（千兵衛の父）

1999年
- 週刊ストーリーランド（ナレーション）

2001年
- まほろまてぃっく（2001年 - 2009年、スラッシュ） - 2シリーズ + 特別編

2003年
- ONE PIECE（2003年 - 2025年、五老星 / ジェイガルシア・サターン聖）

2004年
- アガサ・クリスティーの名探偵ポワロとマープル（ホーバリ伯爵）
- この醜くも美しい世界（アイオニオス）
- ちびまる子ちゃん（花火師）

2006年
- 009-1（マルス）
- 爆球Hit! クラッシュビーダマン（必人の祖父）
- ブラック・ジャック21（コール）

2008年
- ゲゲゲの鬼太郎（第5作）（鵺）

2009年
- ケロロ軍曹（パイロット）
- ねぎぼうずのあさたろう（爺や）

2018年
- PERSONA5 the Animation（2018年 - 2019年、吉田寅之助） - 1シリーズ + 特別編
- ゲゲゲの鬼太郎（第6作）（2018年 - 2020年、カルラ、本郷）
- HUGっと!プリキュア（愛崎獏発）

### OVA
- スペースファンタジア 2001夜物語（1987年、クラーク、作業監督B）
- 銀河英雄伝説（1989年、フリッツ・ヨーゼフ・ビッテンフェルト）
- トランスフォーマーZ（1990年、ナレーター、オーバーロード[40]）
- 銀河英雄伝説外伝 千億の星、千億の光（1998年、フリッツ・ヨーゼフ・ビッテンフェルト）
- グレートマジンガー メモリアル（1999年、ナレーター〈剣鉄也〉）
- 念仏物語 親鸞さま ねがい、そして ひかり。（2008年、親鸞聖人〈中年時代〉）

### 劇場アニメ
1969年
- 空飛ぶゆうれい船（アナウンサー）
- 長靴をはいた猫
- ひとりぼっち

1970年
- 海底3万マイル（アナウンサー）

1971年
- アリババと40匹の盗賊（予告編ナレーター）

1972年
- 魔犬ライナー0011変身せよ!（アナウンサー）

1974年
- マジンガーZ対暗黒大将軍

1975年
- グレートマジンガー シリーズ（1975年 - 1976年、剣鉄也） - 3作品
- これがUFOだ!空飛ぶ円盤（ナレーター）

1976年
- 劇場版一休さん シリーズ（1976年 - 1981年、蜷川新右衛門） - 5作品

1979年
- 劇場版海のトリトン（トリトンの父）

1980年
- サイボーグ009 超銀河伝説（002 / ジェット）
- 地球へ…（ハーレイ）

1981年
- 悪魔と姫ぎみ（ナレーション）

1982年
- FUTURE WAR 198X年

1984年
- キン肉マン 大暴れ!正義超人（シシカバブー）

1992年
- 三国志 第一部 / 第二部（1992年 - 1993年、糜竺） - 2作品

2009年
- マイマイ新子と千年の魔法（小太郎）

2010年
- 名探偵コナン 天空の難破船（藤岡隆道）

2022年
- ONE PIECE FILM RED（五老星）

### ゲーム
1989年
- 天外魔境 ZIRIA（ナレーション、マサカド）

1991年
- エグザイル 〜時の狭間へ〜
- ドラゴンスレイヤー英雄伝説（アクダム）※PCエンジン
- ハイグレネーダー（デモシーンの声）

1993年
- サイボーグ009（002）
- ダンジョンエクスプローラーII（ナレーション）

1994年
- マジンガーZ（剣鉄也） - アーケード版

1996年
- ガングリフォン（ナレーション）
- スーパーロボット大戦シリーズ（1996年 - 2009年、剣鉄也） - 7作品

1998年
- スーパーロボット大戦F完結編（剣鉄也、戦闘獣ダンテ、ランシャオ）

1999年
- スーパーロボット大戦コンプリートボックス（剣鉄也、ランシャオ）

2000年
- 決戦（島左近、ナレーション）
- スーパーロボット大戦α / for DC（2000年 - 2001年、剣鉄也、戦闘獣ダンテ） - 2作品

2001年
- スーパーロボット大戦α外伝（剣鉄也、戦闘獣ダンテ、ランシャオ）
- リアルロボットレジメント（剣鉄也）

2002年
- スーパーロボット大戦IMPACT（剣鉄也、ゴーマン大尉）
- ゼノサーガシリーズ（ヨアキム・ミズラヒ）

2003年
- まほろまてぃっく 萌っと≠きらきらメイドさん。（スラッシュ）

2004年
- スーパーロボット大戦MX / MX ポータブル（2004年 - 2005年、剣鉄也、親衛隊長モルス） - 2作品

2005年
- ウルトラマン Fighting Evolution Rebirth（隊長）

2006年
- テイルズ オブ デスティニー（ティベリウス） - PS2版
- 天外魔境 ZIRIA〜遥かなるジパング〜（マサカド、マサカドの霊）

2008年
- WORLD DESTRUCTION 導かれし意思（緋陽王）

2012年
- スーパーロボット大戦OGサーガ 魔装機神 THE LORD OF ELEMENTAL（ランシャオ）
- スーパーロボット大戦OGサーガ 魔装機神II REVELATION OF EVIL GOD（ランシャオ）

2013年
- スーパーロボット大戦OGサーガ 魔装機神III PRIDE OF JUSTICE（ランシャオ）

2014年
- スーパーロボット大戦OGサーガ 魔装機神F COFFIN OF THE END（ランシャオ）

2016年
- 銀河英雄伝説 タクティクス（フリッツ・ヨーゼフ・ビッテンフェルト）
- ペルソナ5（吉田寅之助）

2018年
- スーパーロボット大戦X（ホープス）

2019年
- スーパーロボット大戦T（ホープス）
- ブレイドエクスロード（グレゴリウス・ラ・ガール）
- ペルソナ5 ザ・ロイヤル（吉田寅之助）

2020年
- スーパーロボット大戦DD（タケル、ゴーマン大尉）

2025年
- ONE PIECE トレジャークルーズ（ジェイガルシア・サターン聖）

### 吹き替え

#### 映画
- ロサンゼルス・それぞれの愛（年度不明、キャロル〈キース・キャラダイン〉）
- 拳銃の報酬（1967年、兵隊）※テレビ朝日版
- ヨーク軍曹（1967年、バック〈ノア・ビアリー・ジュニア〉）※テレビ朝日版
- 赤い河（1968年、バスター・マクギー〈ノア・ビアリー・ジュニア〉）※テレビ朝日版
- 許されざる者（1968年、ジョニー・ポルトガル〈ジョン・サクソン〉）※テレビ朝日版
- マックイーンの絶対の危機（1972年、アル〈アンソニー・フランク〉）※日本テレビ版
- 怒りの河（1972年、トレイ・ウィルソン〈ロック・ハドソン〉）※フジテレビ版
- 突撃隊（1973年、ドリスコル〈ボブ・ニューハート〉）※フジテレビ版
- アンドロメダ…（1974年、コンピューターの声）※テレビ朝日版
- 俺たちに明日はない（1974年、ユージン・グリザード〈ジーン・ワイルダー〉）※テレビ朝日版
- アルゴ探検隊の大冒険（1975年、イアソン〈トッド・アームストロング〉）※日本テレビ版
- 龍拳（1984年、ファンカン〈ジェームス・ティエン〉[48]）※フジテレビ版
- 2010年（1990年、HAL9000〈ダグラス・レイン〉）※TBS版
- インナーウォーズ（2002年、リチャード〈ランス・ヘンリクセン〉）
- 恋のQピッド（2005年、ドン・カム〈チャーリー・チャン〉）

#### ドラマ
- スパイ大作戦（1967年 - 1973年）
  - 戦慄のスパイ養成所（養成所の訓練生、警備兵A、警備兵C、アナウンサー）
  - 死のロープウェイ（アーニー）
  - トリック脱獄計画（クリフ）
  - 極秘指令地獄からの救出（ケリー）
  - 500万ドル麻薬合成計画（サントロ、刑事）
  - 将軍の仮面をはがせ（ジャック、配下）
- 謎の円盤UFO（1970年）
  - 宇宙人捕虜第一号（声紋チェック）
  - シャドー 秘密指令（声紋チェック）
  - 円盤基地爆破作戦（スティーブンス、声紋チェック）
  - ストレイカー暗殺指令（シャドー本部の警備員）
  - 湖底にひそむUFO（スコット、技師2）
  - 宇宙人フォスター大佐（レクリエーションセンター内放送）
  - 宇宙人捕虜第二号（ジョン・マスターズ、モービル3号）
  - UFO攻撃中止命令（キャス・ファウロー、声紋チェック）
  - 人間爆弾（フェアフィールド基地の警備員、声紋チェック）
  - 地球最後の時（スカイダイバーの乗員）
  - ムーンベース応答なし!（チャールズ・リード）
  - ムーンベース衝突コース（声紋チェック）
  - シャドーはこうして生まれた!（情報部員、ジョン・マスターズ）
  - UFO時間凍結作戦（シャドー隊員）
  - 宇宙人、地球逃亡（声紋チェック、ジョン・マスターズ）
- 刑事コロンボ
  - 死者の身代金（1971年、捜査官）
  - 愛情の計算（1973年、マーフ）
- プロテクター電光石火（1972年、ポール・ブーシェ〈トニー・アンホルト〉）
- 追跡者　Harry-O（1975年、「親友クィンラン警部の死」ジョン・ドーン〈サル・ミネオ〉）
- シャーロック・ホームズの冒険「ギリシャ語通訳」（ウィルスン・ケンプ〈ジョージ・コスティガン〉）

#### 人形劇
- サンダーバード（1966年）
  - 世界一のビルの大火災（トンプソンビル管理職員）
  - 原子力機・ファイアーフラッシュ号の危機（パターソン、破壊工作員）
  - スパイにねらわれた原爆（トーマス・プレスコット）
  - にせ者にご注意（エディ・カー、スポーツカーの男）
  - 火星怪獣ガンジャ対OX号の死闘（ポール・トレバース機長）※ビクター版ソノシート
- キャプテン・スカーレット ミステロン探知機を出せ!（1967年、守衛2）
- ジョー90 宇宙ステーション応答せず（1968年、宇宙飛行士）

### 特撮
- ダイヤモンド・アイ（1973年、ダイヤモンド・アイの声〈2代目〉）
- ロボット刑事（1973年、ナレーター）
  - ロボット刑事（劇場版）（1973年、ナレーター）
- がんばれ!!ロボコン（1974年、ガンツ先生の声）
- ロボコンの大冒険（1976年、ガンツ先生の声）
- 燃えろ!!ロボコン（1999年、ガンツ先生の声、ハートマーク売りの店主〈48話〉）
- 燃えろ!!ロボコンVSがんばれ!!ロボコン（1999年、ガンツ先生の声）
- スーパー戦隊シリーズ
  - 百獣戦隊ガオレンジャー（2001年、クリスマスオルグ / クルシメマスオルグの声）
  - 特捜戦隊デカレンジャー（2004年、ジェニオの声）
  - 魔法戦隊マジレンジャー（2005年、クロノジェルの思いを宿せし山の声）

### CD
- インフェリウス惑星戦史外伝 CONDITION GREEN（1990年、モーヴィーディック）
- センチメンタルジャーニー オリジナルサウンドドラマCD（2001年、実相寺玄岳）

### ラジオドラマ
- 青山二丁目劇場
  - 「菊人形」（虎五郎）
  - 「HOTELシリーズ」（東堂克生）
  - 「サイボーグ009 〜誕生編〜」前編・後編（ナレーション）

### ナレーション
- NHK 映像の世紀（アドルフ・ヒトラー 他）
- NHK クローズアップ現代（ナレーション）
- NHK NHKスペシャル「アジア巨大遺跡」（声の出演）
- 日本テレビ NNNきょうの出来事・新ニッポン見聞録（ナレーション）
- 日本テレビ 世界まる見え!テレビ特捜部（ナレーション、吹き替え）
- 日本テレビ 解決!ナイナイアンサー（ナレーション）
- 日本テレビ 香取慎吾の特上!天声慎吾・スペシャル番組『灼熱地獄からの大脱出』（1998年、ナレーション）
- 日本テレビ 香取慎吾の特上!天声慎吾（1998年、ナレーション）
- 実録!踊る大捜査線 凶悪犯もビビる!これが日本の名刑事だ（ナレーター）
- ダウンタウンのガキの使いやあらへんで!!（ゴレンジャイゲーム 他）
- 聖書に記された終末預言「ヨハネの黙示録」（MONDO21）
- 絶対やれるギリシャ神話（ナレーション）※日本テレビの深夜番組『サタデーTVラボ』枠内
- 金曜メガTV 世界ゲゲゲのゲ（ナレーター）
- TBS リンカーン（1コーナー「どんだけぇ〜の泉」ナレーション）
- TBS クイズ悪魔のささやき（ナレーター）
- TBS フードバトルクラブ the 2nd、The King Of Masters、The Speed（ナレーター）
- TBS EXE（ナレーション）
- TBS 日本人だけが知らない!ワールド謎ベンチャー（ナレーション）
- TBS 水トク! 「戦後重大事件の新事実2017〜事件発生から〇年〜」（2017年11月29日、ナレーター）
- テレビ朝日 スーパーJチャンネル（「Jのこだわり」ナレーター）
- テレビ朝日 トリハダ（秘）スクープ映像100科ジテン（2010年9月23日・10月9日、ナレーション）
  - トリハダ（秘）スクープ映像100科ジテン特別編（2014年11月23日、ナレーション）
  - トリハダ（秘）スクープ映像100科ジテン3時間スペシャル（2015年1月5日、ナレーション）
- テレビ朝日 世界の衝撃映像グランプリ（2014年10月8日、ナレーション）
- 「東映まんがまつり」予告編ナレーター（1970年代）
- フジテレビ FNNスーパーニュース（スーパー特報ナレーション）
- フジテレビ 情報プレゼンター とくダネ!
- プライムショッピング 演歌の頂天
- テレビ朝日 テレメンタリー2017「自由と自白〜袴田事件 取り調べの深層〜」（2017年7月26日、静岡朝日テレビ制作）
- BSテレ東 迷って行きたい!! 発見!路地裏の美味い店（2022年3月3日）

### CMナレーション
- アスキー シミュレーションRPGツクール
- 井関農機 コンバイン フロンティアファイター（1997年）
- カートゥーン ネットワーク サムライジャック
- 日清食品 カップライス・プリクック（1975年）
- 大塚食品 ボンカレーGOLD（出演・王貞治、1978年）
- サントリー ゴールド900（1976年）
- 資生堂 フレッシュア<フレッシュパウダー>（1976年）
- ブラザー工業 「コンパルDX」（1976年、出演・岡田奈々 ）
- 塩野義製薬 企業スポットCM（1977年 - 1983年）
- ジャパンフリトレー「チートス」（1977年）
- 黒崎そごう 開店スポットCM（1979年）
- ペプシコーラ ペプシコーラチャレンジ（1980年）
- ホールズ（1982年）
- 十万石ふくさや 十万石まんじゅう
- 林原「トレハロース」
- 自由民主党（2009年 - ）※ネットCM
- ソニー・コンピュータエンタテインメント
  - クラッシュ・バンディクー（1996年）
  - クラッシュ・バンディクー2 コルテックスの逆襲!（1997年）
  - クラッシュ・バンディクー3 ブッとび!世界一周（1998年）
- イマイ アリイ「超時空要塞マクロス」（1982年）
- タカラ
  - ダイアクロン 可変戦隊トリプルチェンジャー
  - トランスフォーマー 超神マスターフォース プリテンダー（1988年）
- 野田クルゼ ※ラジオCM
- 東京ドームシティアトラクションズ（1970年代、1980年代） - スーパーヒーローショー
- バンダイ
  - 機動刑事ジバン「パワーダッシュシリーズ・レゾン」（1989年）
  - 新機動戦記ガンダムW プラモデルCM（前期）（1995年）
  - SD戦国伝　国盗り物語（1990年）
  - 燃えろ!!ロボコン DXロボコン・DXガンツ先生（1999年）
- バンプレスト
  - スーパーロボット大戦F（プレイステーション）（1998年）
  - スーパーロボット大戦F 完結編（プレイステーション）（1999年）
- ポピー
  - 超合金シリーズ（グレートマジンガー、ゲッターロボG、大鉄人17、がんばれ!!ロボコン、ゴールドライタン、バッテンロボ丸、スパイダーマン、バトルフィーバーJ、電子戦隊デンジマン、他）
  - 「チャレンジマシーン」（1976年）
  - 「ポピーゲーム」（1976年）
  - 「仮面ライダー (スカイライダー) （ライダーブレイクセット）」（1979年）
- 丸大食品「丸大ハム」
- ヤンセン ファーマ「爪水虫　逮捕編」
- ウルトラマン物語予告・テレビスポット（1984年）
- エポック社
  - カセットビジョンシリーズ
  - ダイナミックベースボール
  - キャプテン翼 夢のキックオフゲーム 他
- ACジャパン「人影なし（軍艦島）」編（1981年、1982年）
- 日清食品 U.F.O.仮面ヤキソボーイ（2016年）
- ドコモCM「ただおトクなだけじゃない」篇（2020年）

### テレビドラマ
- フラワーアクション009ノ1（1969年） - ナレーター
- 外科医 鳩村周五郎シリーズ - OPナレーション
- 裁判長っ!おなか空きました!（2013年 - 2014年） - ナレーター
- 三匹のおっさん〜正義の味方、見参!!〜（2014年） - ナレーター
- 孤独のグルメ（2012年 - ） - OPナレーション
  - Season5 第12話（2015年12月19日） - 森田 役（顔出し出演）
- 刑事シュート しゅうと&ムコの事件日誌 - 予告ナレーション
- 聖☆おにいさん - ナレーション
- 再雇用警察官 - ナレーション
- 今日から俺は!! 第2話 - 冒頭ナレーション

### その他コンテンツ
- 怪奇大作戦 店頭プロモーション映像（ナレーター）
- 日本航空プリレコーデッド・アナウンス（ボーイング747キャビン向け緊急事態案内用）[注 1]
- タカラ ビデオコレクション『V-01 トランスフォーマー・ザ・ワールド』（ナレーター）
- 朝日ソノラマ出版のソノシート実写番組ドラマ『ウルトラマンタロウ』（ウルトラマンタロウ・東光太郎）
- 幼稚園 1973年8月号ふろく・ソノシート「ヒーローへんしんレコード」（東光太郎）
- ウルトラマンレオ ソノシート「ああ、東京大沈没!!」（ウルトラマンレオ・おおとりゲン）
- 朝日ソノラマ ソノシート・イナズマン（ナレーション）
- 万創のテレビアイドルえほん・ソノシート「ウルトラマンA・ヤプール人のしんりゃく」（ウルトラマンA）
- ウルトラマンネオス 1995年のパイロット版（ナレーター）